# Боскоп
Боскоп (нід. Boskoop) — невелике місто у муніципалітеті Алфен-ан-ден-Рейн, провінція Південна Голландія, Нідерланди. Боскоп був окремим муніципалітетом, але з 1 січня 2014 року об'єднаний з муніципалітетом Алфен-ан-ден-Рейн. Відомий своїми розсадниками дерев, кущів та декоративних рослин, продукція експортується у низку сусідніх країн.

## Географія
Боскоп розташований на каналі Гауве (нід. Gouwe), між Алфен-ан-ден-Рейном (на півночі) та Ваддінксвеном (на півдні), у так званому «Зеленому серці Нідерландів» — сільськогосподарському та відносно малонаселеному регіоні конурбації Рандстад. Загальна площа становить 7,29 км², з яких 5,91 км² — суходіл і 1,39 км² — водна поверхня.

## Історія
Вважається, що Боскоп походить від поселення Ten Bussche, заснованого 1204 року графом Голландським Віллемом I. У 1222 році власником Боскопа стало Рейнсбурзьке абатство. Завдяки йому в Боскопі почало розвиватися квітникарство і садівництво: абатство вирішило збільшити свій запас дерев і кущів, примусивши фермерів вирощувати більше саджанців, ніж звичайно. Додатковим стимулом стало те, що, хоча біля Боскопа були значні поклади торфу, торфовидобування, на відміну від сусідніх поселень «Зеленого серця», майже не розвинулося: Боскоп розміщувався досить далеко від великих поселень-споживачів торфу і видобування торфу було невигідним, а абатство, до того ж, забороняло видобувати торф на своїх землях. Через відсутність промислового торфовидобування, ґрунти навколо села не заболочувалися, а залишалися родючими. З XV по XVII століття у Боскопі вирощувалося все більше і більше дерев та декоративних рослин, і у XIX столітті Боскоп почав експортувати свою продукцію, першим клієнтом стала Німеччина.
Лісівництву у Боскопі перешкоджав високий рівень ґрунтових вод. Для осушення ґрунту прорили багато каналів і канав, тому основним видом транспорту тут історично був водний. Навіть у XXI столітті місцеві канали використовуються для транспортування саджанців із розсадників на аукціони. Через велику кількість каналів і канав Боскоп іноді називають «Малим Гітхорном».
З середини 2000-х років муніципалітет Боскоп ініціював своє приєднання до іншого муніципалітету. Однією з основним причин такого рішення стало скрутний фінансовий стан муніципалітету, адже багато коштів витрачалося на постійний ремонт шляхів, затоплюваних внаслідок високого рівня ґрунтових вод. Спершу Боскоп хотів об'єднатися з Ваддінксвеном, але рада провінції Південна Голландія ветувала це рішення у листопаді 2007 року, до того ж з боку Ваддінксвена був значний спротив. 10 січня 2008 року Боскоп подав заявку на об'єднання з муніципалітетом Зутервауде, але їхній бургомістр Лісбет Блумен заявила, що Зутервауде не зацікавлений в об'єднанні. 30 червня 2011 року муніципальна рада Боскопа вирішила об'єднатися з муніципалітетом Алфен-ан-ден-Рейн, і 1 січня 2014 року Боскоп разом із муніципалітетом Рейнвауде увійшов до складу Алфен-ан-ден-Рейну. Внаслідок цього, площа колишнього муніципалітету зменшилася майже удвічі, з 16,95 км² до 7,29 км².

## Політика
До 2014 року у Боскопі функціювала своя муніципальна рада, яка складалася із 17 депутатів (до 2002 року — з 15). Останнім бургомістром Боскопа став Кос Рейсдейк (Coos Rijsdijk) від Партії праці, при ньому працювали два олдермена.

## Транспорт
У західній частині Боскопа розташована залізнична станція Boskoop, яка є частиною лінії RijnGouweLijn, що з'єднує Алфен-ан-ден-Рейн і Гауду. Поїзди курсують зі станції щопівгодини в обох напрямках. У години пік додатково курсують два потяги до Гауди і Лейдена.
До Боскопа ведуть два автошляхи: N207, який перетинає місто з півночі (від Алфен-ан-ден-Рейну) на південь (до Гауди), та N455, який пролягає від міста у західному напрямі і біля Бентхейзена переходить у автошлях N206.
Через місто пролягають кілька міжміських автобусних маршрутів, які поєднують Боскоп із сусідніми містами. Також функціює швидкісний автобусний маршрут до Гааги.

## Культура

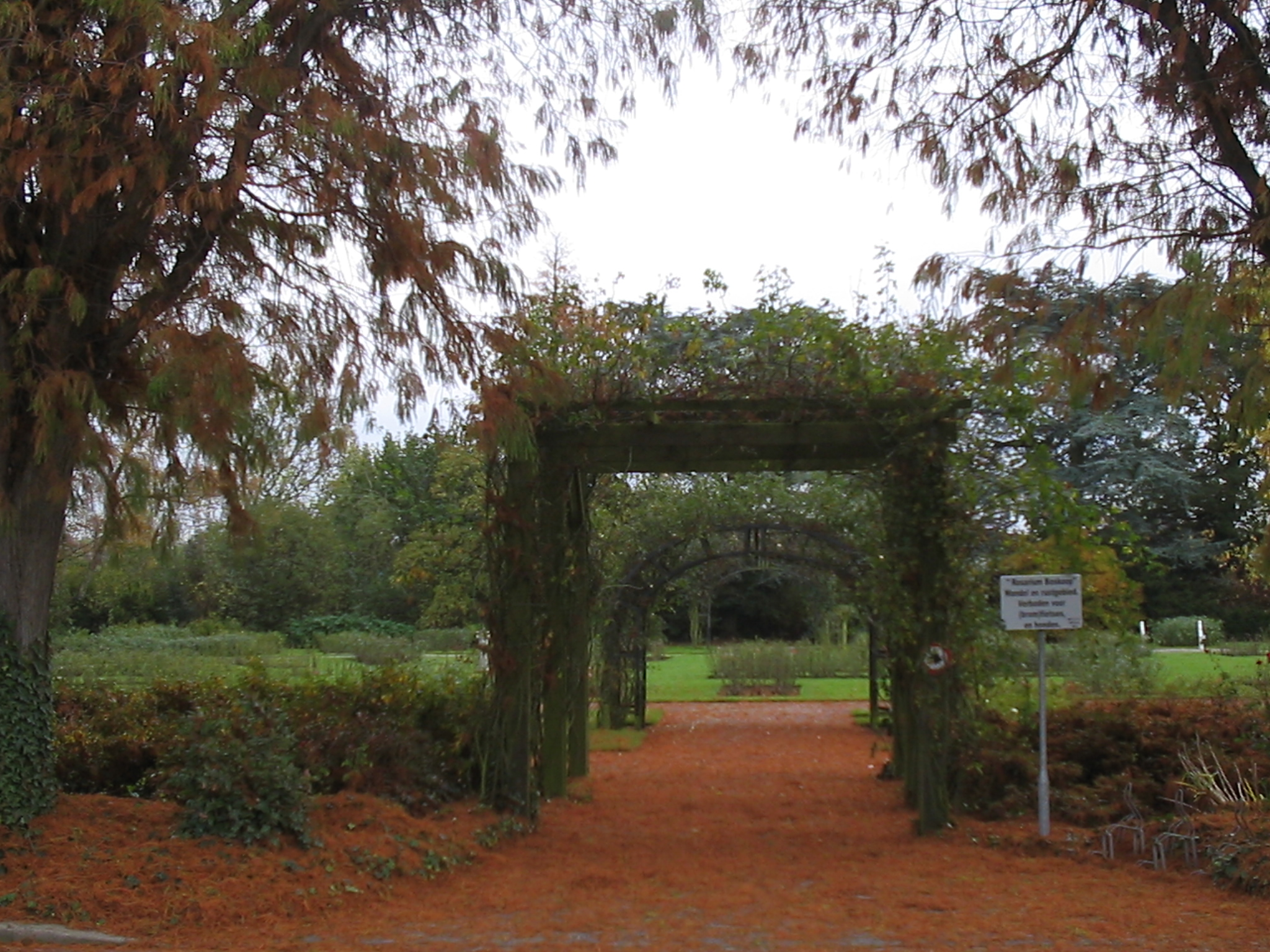
Боскопський розарій

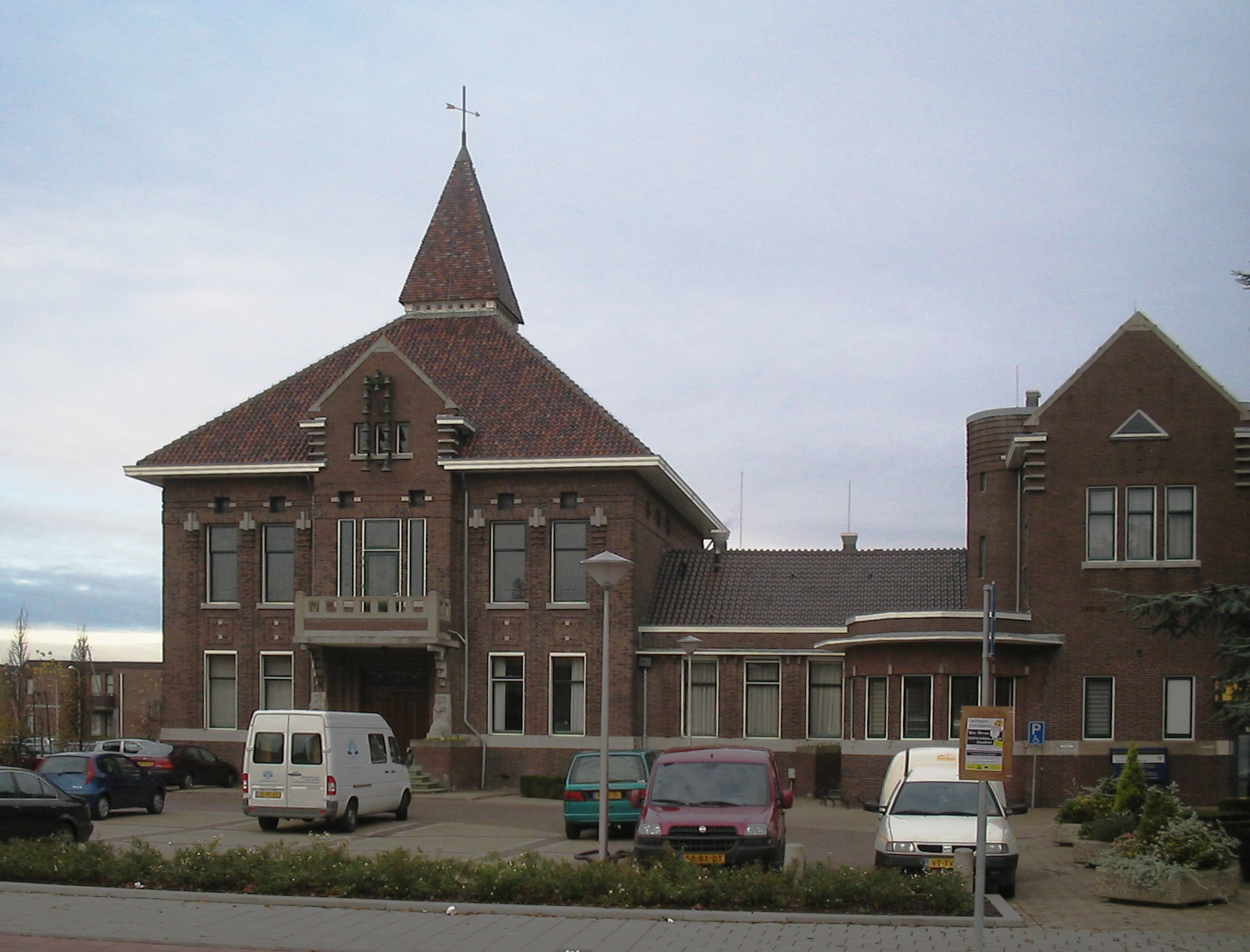
Будівля колишньої ратуші

Культурно-розважальні заклади Боскопа присвячені переважно місцевому садівництву. Так, біля залізничної станції функціює розарій, де росте більш, ніж 160 сортів троянд, а також багато декоративних дерев, кущів та рослин. Також в місті, у будівлі старого розсадника, з 1870 року діє музей садівництва; за музей розташований ще один розарій. На вулиці Rijneveld, № 153 розташований ще один сад, так званий «сортовий сад», де експонується багато сортів рослин, більшість з яких виведені у Боскопі.
З весни до осені, по каналах Боскопа, вздовж розсадників, організуються екскурсійні тури на човнах, а раз на рік — тур на каное.
До 1988 року у Боскопі існувала Національна вища школа садівництва і ландшафтного дизайну, яка того ж року злилася з лабораторією Стова у Вагенінгені, Національною вищою сільськогосподарською школою у Девентері та Вищою школою з лісівництва та селекції у Велпі.
Щороку у місті проводяться карнавал і місцевий футбольний турнір. Ще однією визначною подією є Боскопський пташиний ринок.

### Пам'ятки
На території Боскопа розташовано 12 національних пам'яток. Серед них:
- водонапірна башта, зведена 1908 року;
- три старовинні ферми XVII століття;
- реформатська церква, зведена 1895 року архітектором Гендріком Яном Недерхорстом[nl];
- два старовинні будинки з крамницями, зведені у 1908 році;
- Боскопський міст, зведений 1935 року, один з трьох підйомних мостів через річку Гауве;
- особняк Huize Winnetou, зведений 1914 року архітектором J. Koerts у стилі ар-нуво;
- колишня ратуша, зведена у 1928–1929 роках архітектором Дірком Лукасом Ландманом (Dirk Lucas Landman);
- конструктивістська будівля театру Tentoonstellingsgebouw Flora, зведена у 1932 році також архітектором Д. Ландманом,
- парк із розарієм, влаштований у 1932–1933 роках.

## Боскопські розсадники
Боскоп всесвітньо відомий завдяки своїм розсадникам декоративних рослин. Протягом століть тут культивували різні сорти овочів і фруктів (особливо яблук), а пізніше — і декоративні рослини. Місцеві селекціонери вивели низку сортів, зокрема яблука «Ред Боскоп», виноград «Глорія Боскоп», декоративний рокитник «Боскоп рубі», вейгела квітуча «Боскоп глорі», верес «Боскоп», актинідія «Боскоп» та чорна смородина «Боскоп джаянт»
У Боскопі діє 774 розсадники, вони розташовані на вузьких смужках землі, загальною площею близько 1100 га. Цікаво, що розмір цих смужок прив'язаний до старовинної міри довжини — рейнландського рода, тобто близько 3,76 м.